# Zaštićeni krajolici u Mađarskoj
Popis zaštićenih krajolika (mađ. tájvédelmi körzet) u Mađarskoj (usporedi LIII. parlamentarni zakon iz 1996.:
Popis prema stanju od ožujka 2004. godine.
- Bihari Tájvédelmi Körzet (17 095,1/ 0)
- Boronka-melléki Tájvédelmi Körzet (8232,3/ 498,9)
- Borsodi Mezőség Tájvédelmi Körzet (17 932,2/ 0)
- Budai Tájvédelmi Körzet (10 390,4/ 1603)
- Dél-Mezőföld Tájvédelmi Körzet (7546,5/ 964,7)
- Gerecsei Tájvédelmi Körzet (8738,6/ 1365,5)
- Gödöllői Dombvidék Tájvédelmi Körzet (11 995,6/ 3128,1)
- Hajdúsági Tájvédelmi Körzet (7021,9/ 1553,4)
- Hevesi Füves Puszták Tájvédelmi Körzet (8199,2/ 0)
- Hollókői Tájvédelmi Körzet (141/ 0)
- Karancs-Medves Tájvédelmi Körzet (6709/ 447,3)
- Kelet-cserháti Tájvédelmi Körzet (6916/ 493)
- Zaštićeni krajolik Istočni Meček (9361,1/1180)
- Kesznyéteni Tájvédelmi Körzet (6083,9/ 0)
- Kőszegi Tájvédelmi Körzet (4200/ 550)
- Közép-Tiszai Tájvédelmi Körzet (7670/ 833))
- Lázbérci Tájvédelmi Körzet (3634/ 683)
- Magas-bakonyi Tájvédelmi Körzet (8753,6/ 478,1)
- Mártélyi Tájvédelmi Körzet (2232/ 0)
- Mátrai Tájvédelmi Körzet (11 863/ 2191)
- Nyugat-Mecsek Tájvédelmi Körzet (10340,08[3]/586,46)
- Ócsai Tájvédelmi Körzet (3606/ 1466)
- Pannonhalmi Tájvédelmi Körzet (7054,7/ 0)
- Pusztaszeri Tájvédelmi Körzet (22151/ 1013)
- Sághegyi Tájvédelmi Körzet (235/ 24)
- Sárréti Tájvédelmi Körzet (2211/ 422,3)
- Sárvíz-völgye Tájvédelmi Körzet (3616,5/ 156,9)
- Somló Tájvédelmi Körzet (585/ 87,7)
- Soproni Tájvédelmi Körzet (4905/ 705)
- Szatmár-Beregi Tájvédelmi Körzet (22 931/ 2307)
- Szentgyörgyvölgyi Tájvédelmi Körzet
- Szigetközi Tájvédelmi Körzet (9158/ 1326)
- Tarnavidéki Tájvédelmi Körzet (9449,6/ 535,7)
- Tápió–Hajta Vidéke Tájvédelmi Körzet (4515,8/ 182,4)
- Tokaj-Bodrogzug Tájvédelmi Körzet (4242, 665)
- Vértesi Tájvédelmi Körzet (15608,5/ 1212,7)
- Zempléni Tájvédelmi Körzet (26496/ 2395)
- Zselici Tájvédelmi Körzet (8336,7/ 140)

## Vanjske poveznice
- Nacionalni parkovi u Mađarskoj  Arhivirana inačica izvorne stranice od 11. listopada 2020. (Wayback Machine)